# 립 톤
립 톤(Rip Torn, 1931년 2월 6일 ~ 2019년 7월 9일)은 미국의 배우이다. 《크로스 크리크》(1983)로 1984년 제56회 아카데미상 남우조연상 후보에 올랐다.

## 출연 작품

### 영화
- 아기 인형 (1956)
- 군중 속의 얼굴 (1957)
- 폭찹힐 (1959)
- 왕중왕 (1961)
- 스윗 버드 오브 유스 (1962)
- 신시내티의 도박사 (1965)
- 지구에 떨어진 사나이 (1976)
- 죽음의 가스 (1978)
- 하트랜드 (1979)
- 에어플레인 2 (1982)
- 비스트마스터 (1982)
- 크로스 크리크 (1983)
- 시티 히트 (1984)
- 나딘 (1987)
- 더블 보더 (1987)
- 영혼의 사랑 (1991)
- 귀여운 악령 (1991)
- 로보캅 3 (1993)
- 캐나다 베이컨 (1994)
- 아메리칸 퀼트 (1995)
- 잠망경을 올려라 (1996)
- 트라이얼쇼 (1997)
- 헤라클레스 (1997) - 제우스 역 (애니메이션)
- 맨 인 블랙 (1997) - 제드 역
  - 맨 인 블랙 2 (2002)
  - 맨 인 블랙 3 (2012)[1]
- 인사이더 (1999)
- 원더 보이스 (2000)
- 프레디 갓 핑거드 (2001)
- 섹스 마네킹 (2003)
- 피구의 제왕 (2004)
- 웰컴 프레지던트 (2004)
- 로라 (2005)
- 줌 (2006)
- 마리 앙투아네트 (2006) - 루이 15세 역
- 꿀벌 대소동 (2007) - 애니메이션

### 텔레비전
- 추격 (1961)
- 첩보원 0011 (1965)
- 매닉스 (1965)
- 로하이드 (1965)
- 정오의 출격 (1965)
- 보난자 (1971)
- 형사 콜롬보 (1991)
- 남과 북 (1994)
- 윌 앤 그레이스 (2002)
- 로앤오더: 뉴욕 특수수사대 (2006)
- 30 ROCK (2007-09)